# 후날란드
후날란드(고대 노르드어: Hunaland)는 고 에다와 포르날다르 사가들에서 여러 번 언급되는 국가이다.
후날란드에 대한 묘사는 프랑크족의 특징과(프랑크족은 한때 라틴어로 후고네스, 고대 영어로 후가스라고 불리었다) 훈족의 특징이 조금씩 혼합되어 있다(후날란드 왕가의 후예인 시구르드는 서사시에서 "훈의 왕"이라고 불린다).
《헤르보르와 헤이드레크의 사가》에서도 후날란드가 언급된다.
고대 노르드어 문헌에서 후날란드인 중에는 비범한 능력을 가진 사람들이 많다. 후날란드는 뮈르크비드 숲으로 유럽의 다른 나라들과 분리되어 있는데, 한 문헌에서는 뱌르말란드 북쪽에 있다고도 한다. 또다른 문헌에서는 고트족의 나라인 레이드고탈란드와 국경을 맞대고 있다고도 하고, 또다른 문헌에서는 오늘날의 독일의 일부를 점유했다 한다. 또 다른 문헌에서는 스웨덴에서 보트니아만을 끼고 예스트리클란드로 내려오는 양안 중 한 쪽이라고 위치를 비정한다.

## 같이 보기
- 노르드인

## 참고 자료
- 이 문서에는 1904년에서 1926년 사이에 발행된 퍼블릭 도메인 스웨덴 백과사전 Nordisk familjebok의 Owl 판의 내용을 기초로 작성된 글이 포함되어 있습니다.